# مارتن غرينير
مارتن غرينير هو لاعب هوكي الجليد كندي، ولد في 2 نوفمبر 1980 في لافال في كندا.

## وصلات خارجية
- مارتن غرينير على موقع دوري الهوكي الوطني (الإنجليزية)
- مارتن غرينير على موقع قاعة مشاهير الهوكي (لاعب أن.إتش.أل) (الإنجليزية)
- مارتن غرينير على موقع دوري الهوكي للقارات (الإنجليزية)
- مارتن غرينير على موقع EliteProspects.com (الإنجليزية)
- مارتن غرينير على موقع Eurohockey.com (الإنجليزية)
- مارتن غرينير على موقع HockeyDB.com (الإنجليزية)
- مارتن غرينير على موقع Hockey-Reference.com (الإنجليزية)